# Amalrico (vescovo di Torino)
Amalrico di Torino (... – Torino, 960) è stato un vescovo italiano.

## Biografia
Amalrico fu vescovo di Torino dal 928 al 960.
Non appena eletto, fece subito una permutazione di alcuni terreni con gli abati di Novalesa, Bonnivet e Pellegrino e il suo nome si trova citato in una lettera indirizzata all'Arcivescovo di Milano, al quale chiedeva l'invio di un diacono.
Morì probabilmente nel 960, ma pare incerta la notizia per cui gli sarebbe succeduto nella carica di vescovo un tale Aununcio.